# Viúva-de-espáduas-vermelhas
Bispo-cauda-de-leque, bispo-de-espáduas-vermelhas ou viúva-de-espáduas-vermelhas (Euplectes axillaris) é uma espécie de ave da família Ploceidae.
Pode ser encontrada nos seguintes países: Angola, Botswana, Burundi, Camarões, República Centro-Africana, Chade, República do Congo, República Democrática do Congo, Etiópia, Quénia, Lesoto, Malawi, Mali, Moçambique, Namíbia, Níger, Nigéria, Ruanda, Somália, África do Sul, Sudão, Suazilândia, Tanzânia, Uganda, Zâmbia e Zimbabwe.